# 牛棚藝術公園

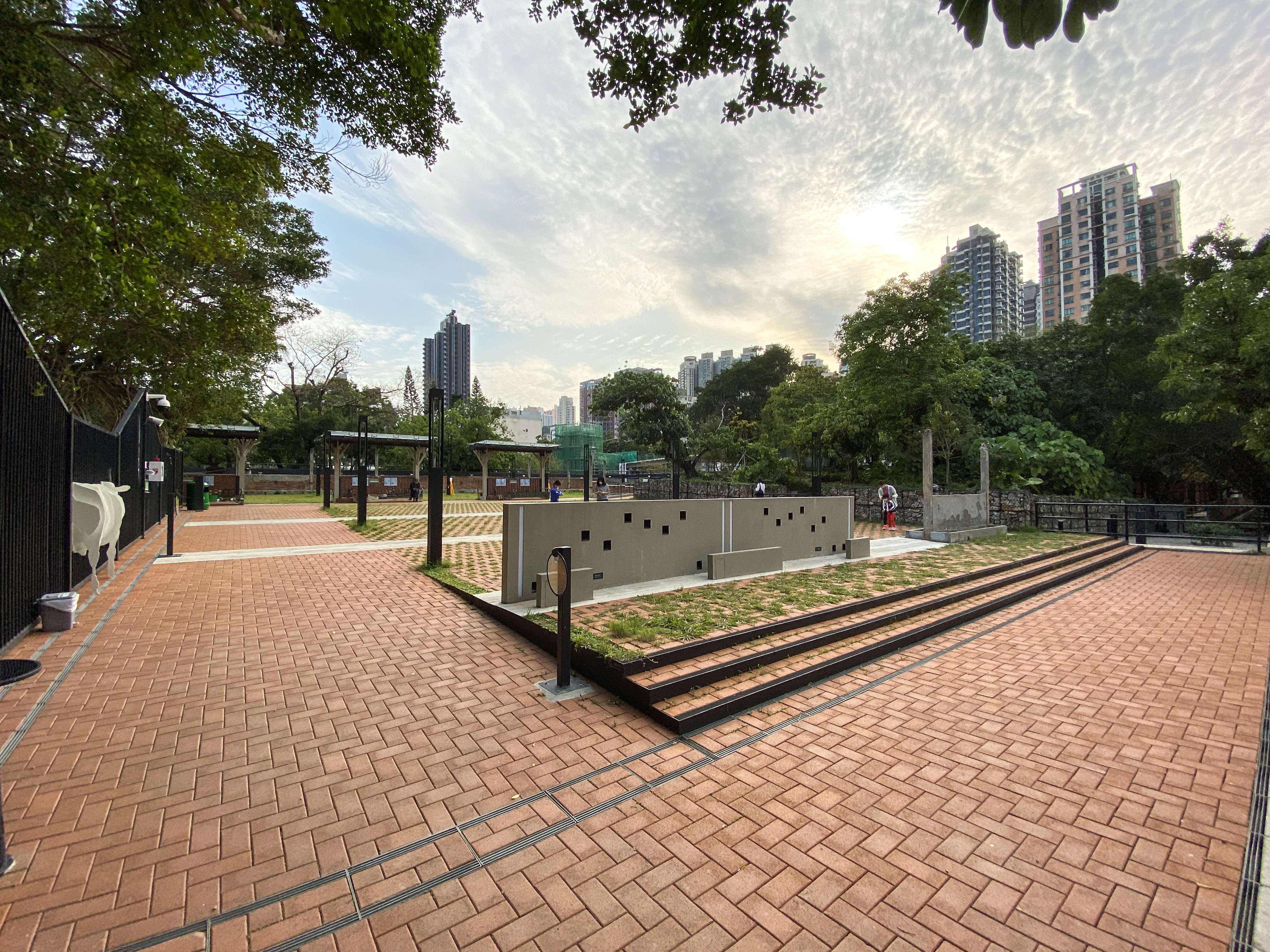
牛棚藝術公園

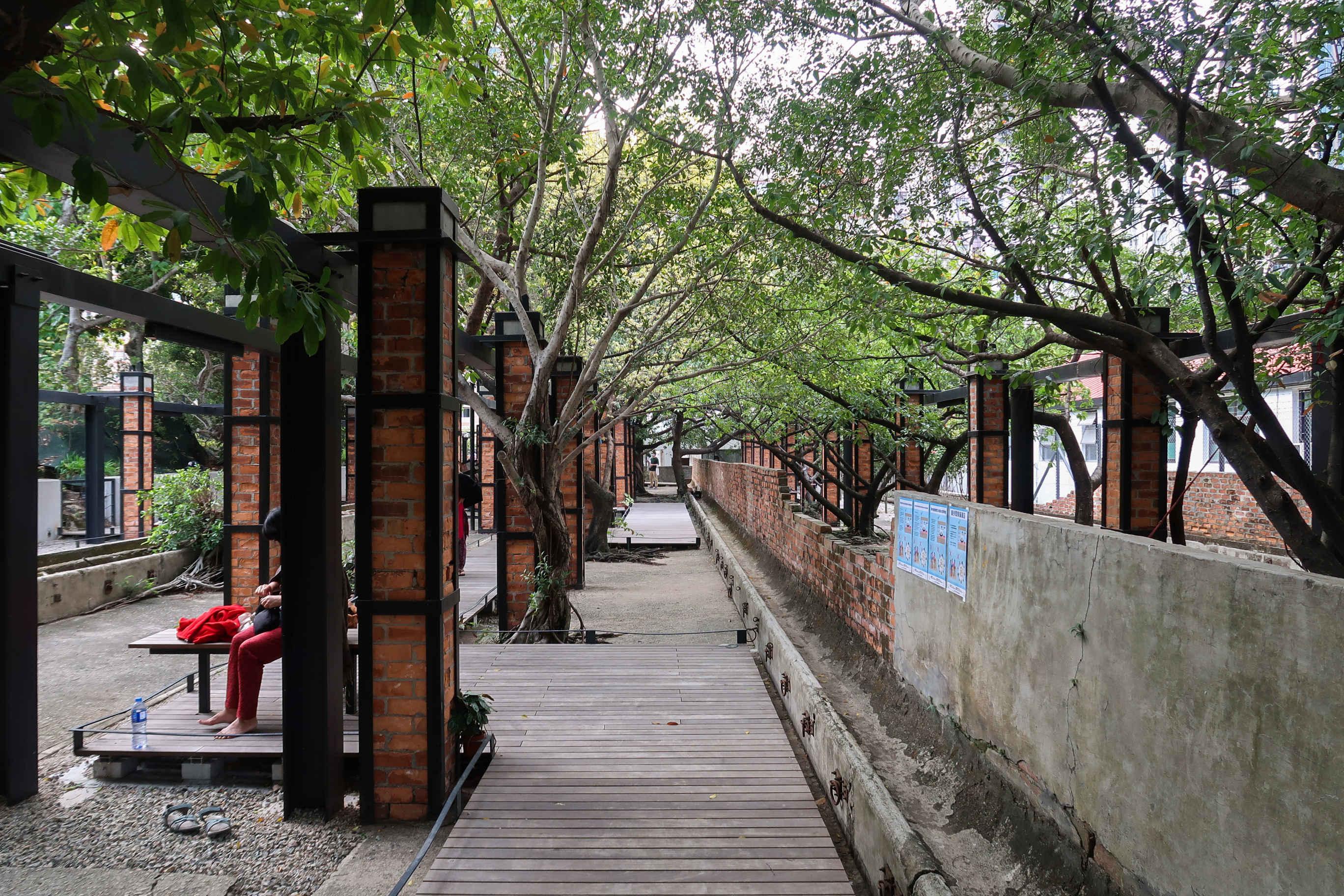
牲口棚遺蹟

牛棚藝術公園（英語：Cattle Depot Art Park）是香港九龍馬頭角的一個公園，於2019年9月啟用，由康樂及文化事務署管理，位於牛棚藝術村旁。
公園佔地6000平方米，根據康文署，是『以文化和藝術為主題的公共休憩空間』。此公園前身為馬頭角牲畜檢疫站的一部分，已經荒棄多年。2015年，九龍城區議會將該處列入社區重點項目計劃，並利用一次性一億元撥款興建。負責設計的建築署將別具特色的元素保留，並加入新的設施。

## 相關
- 牛棚藝術村
- 馬頭角
- 土瓜灣